# 三菱銀行人質事件
三菱銀行人質事件（みつびしぎんこうひとじちじけん）は、1979年（昭和54年）1月26日（金曜日）に大阪府大阪市住吉区万代二丁目の三菱銀行北畠支店で発生した、銀行強盗および人質・猟奇殺人事件である。同支店に侵入した梅川昭美（当時30歳）が猟銃で警察官2名・支店長と行員の計4名を射殺（国内での人質事件では初の人質に死者が出たケースとなった）し、客と行員30人以上を人質に立て籠もった。
大阪府警察本部は投降するように交渉を続けたが、事件発生から42時間後の1月28日、府警本部警備部第2機動隊・零（ゼロ）中隊（現：SAT）が梅川を射殺した。日本国内で発生した人質事件で犯人射殺により解決した事件は1970年5月12日の瀬戸内シージャック事件、1977年10月15日の長崎バスジャック事件、本事件の計3件のみであり、以降、本事件の解決から40年以上が経過する2025年現在まで一例も存在しない。
本事件後、三菱銀行では2度の大型合併が行われたが、事件のあった店舗は「三菱UFJ銀行北畠支店」として現存している。事件後に、この事件とは関係なく内部の全面改装が行われたが、建物自体は現在も当時のまま使用されている。

## 事件の経緯

### 1月26日
1979年1月26日午前10時頃、大阪市住吉区の自宅マンション「長居パーク」を出た梅川は、筋向いの食料品店でコーヒー牛乳を飲み、隣の理髪店でパーマをかけたのちスナックで焼飯を注文。店主に「忙しいので待って」と言われると「あとで来るわ。港区の友達に映写機を返しに行く」と言って出た。友達に会うと言ったのはアリバイ工作のためだった。その後、近くの寿司屋でナマコを肴に日本酒一合を飲んだ後、車に乗り込み発車した。
梅川は播磨町交差点を渡り、支店を左に見ながら1キロほど走り、レストラン「ボネール」の角を左折し、150メートルほど進んだ帝塚山の高級住宅街で車を停めた。コスモのトランクに積んでおいた変装用の衣服に着替え、梅川は前夜、この場所に移動させておいたダイハツ・シャルマンバンに乗り換えた。梅川は大きく迂回して平野柴谷線に入り、播磨町交差点に戻り、三菱銀行北畠支店に乗りつけ、西側駐車場前の路上に停車した。

#### 事件発生
銀行の閉店時間である15時前ごろ、テラピンチ（当時、ゴルフをする際に被られていたハット・中央帽子製）を被り黒スーツに黒サングラス、白マスクをした梅川は5000万円を強奪する目的で銀行に押し侵入。ニッサン・ミロク社製の猟銃（上下2連式12番口径）を天井に向けて2発発砲した。
梅川は「早く出せ。出さんと殺すぞ」と現金をリュックサックに入れるように行員を脅したが、その際に非常電話で通報しようとした20歳男性行員Aを見つけ射殺（長時間意識はあったものの救出が間に合わず死亡）し、また流れ弾により男性行員Bと女性行員を負傷させた。観念した男性行員がキャビネット上の現金を集め、梅川はカウンター上の現金12万円をポケットに詰め込んだ。梅川は警察が到着する前に銀行から逃走する計画であったが、逃げ出した客が自転車で住吉警察署警邏課係長に通報し、事件は発覚した。この間に定期預金の入金手続きに訪れていた主婦（当時52歳）と来客係の女子行員（当時52歳）、男子行員（当時39歳）が脱出した。脱出した男子行員は東側歩道の電話ボックスから、女子行員は西側の喫茶店「ハリマ」から110番通報し、支店内の行員も非常ボタンを押した。

#### 通報から籠城まで
自転車で支店東側を通りかかった住吉警察署警ら係長・楠本正己警部補（当時52歳）が主婦から事件の一報を受けた。銀行に駆けつけた楠本警部補は犯人に銃を捨てるよう要求し天井に向けて威嚇発砲をしたが、梅川は楠本警部補の顔と胸を狙撃。楠本は「110番、110番…」と呟きながら絶命した（二階級特進で警視に）。その前後に店から脱出した行員が近隣の喫茶店に飛び込み110番通報を依頼、行内の別の行員も警察直通緊急通報ボタンを押して通報。直後にパトカーで駆けつけた阿倍野警察署の前畑和明巡査（29歳）と巡査長にも梅川は発砲し、前畑和明巡査を射殺した（二階級特進で警部補に）。巡査長は防弾チョッキを着ていたため無事だった（当時は予算の関係でパトカーのトランクには防弾チョッキが一着しか積まれていなかった）。
午後2時35分に大阪府警本部に銀行の異常事態が通知され、3分後には大阪府内の全署に緊急配備指令発令。住吉署は発生配備、付近6警察署（阿倍野、西成、住吉、大正、堺北、松原）は周辺配備をした。本部関係109台、511人。住吉警察署14台、143人。阿倍野警察署15台、131人。その他の署30台、345人。総計車両168台、人員1130人が現場包囲した。緊急配備から2分後には捜査員や機動隊などおよそ320名が銀行を包囲し、銀行付近500メートルの道路を閉鎖。すると梅川は行員にシャッターを下ろすよう命じ、銀行の出入口を閉鎖したが、その際現場に到着していた警察官がとっさに近くにあった看板や自転車等をシャッターの下に置いたため、シャッターは40cmの隙間を残して完全には下りなかった。
14時39分、阿倍野署警ら二係（西田辺派出所勤務）・東康正巡査部長（当時30歳）、能登原芳夫巡査（当時29歳）が交通指導取り締まり現場から自転車で支店に到着。東通用口から突入した。この時、永田巡査長が梅川がすぐ近くにいるのに気付き身を伏せた直後、梅川の発射した散弾が傍の壁に命中した。府警第二方面機動警ら隊第一中隊第二小隊隊長・寺田伸司警部補（当時37歳）も北通用口から突入、梅川は彼らにも発砲。寺田警部補は防弾チョッキを着けており、慌てて着用したため下にずれたところに弾が当たった。
14時45分、住吉署の斎藤寛署長、藤田英雄刑事課長、田中義勝警ら課長らが到着して非常階段で2階へ上がり、2階の行員から事情聴取を行った。
シャッターが閉じられた店内には客12人と行員31人の合計43人が梅川に人質に取られた。梅川はカウンター陰に伏せていた主婦（当時32歳）と長男（当時7歳）、次男（当時5歳）を見つけ、「ボク、立てや」と言い、3人を解放。「病人はおるか」との問いに来客の妊婦が「妊娠しています」と答えたため、妊婦の客4人もすぐに解放し、人質の人数は39人になった。また人質とは別に梅川に気付かれずに貸し金庫室などに隠れた客5人が店内に残された。店内の状況は凄惨で、梅川によって殺害された者の遺体が人質たちのそばに放置されていた。

#### 店内の状況
銀行に籠城した梅川は、猟銃で威嚇しながら、人質たちに対して、行内の机や椅子で、非常用出口や階段を塞ぐバリケードを作らせる。また、射殺した警官が所持していた拳銃を女性行員に命じて奪わせた。バリケード完成後、全員を整列させて点呼させ、「金を出さないからこうなるんや。お前の責任や」と言って支店長を至近距離で射殺した（支店長は右肩に被弾）。その後、梅川は、狙撃隊から自分の身を守るために、男性行員全員を上半身のみ裸、女性行員には片親の者と電話係を除く19人全員を全裸にさせ、『肉の盾』となるよう命令する。女性行員についてはただ脱がせただけではなく、じりじりと楽しむように服の脱ぎ方の順番までも指示していった。一方で「俺は遊び人やからオナゴの裸はようけ見てきとる。いまさら、ヌードの女が見とうて脱がせたんやないで」「お前らは俺の家来や、殿様の言うことはなんでもきかなあかん。それを証明するのに裸にしただけや。妙な気はあらへんよって、その辺の心配はせんでええ」「けど、マスコミの奴らがどう書くかは保証でけへん。あいつら、エロ記事を書きさえすりゃ売れると思うてるさかい、面白おかしゅう書き立てるかもしれへん。そこまでは俺の責任やない」と、性欲目的ではないことを強調した。
梅川は支店長席に陣取り、人質の女子行員を机の上に座らせた。また銃口を1人の背中に突き付け「この銃は国産やが最高級や。すごい威力やで」と脅した。行員はトイレに行くことも許されず、カウンターの隅で済ませるしかなかった。その後、梅川は、片親の女性行員1人にのみ服を着ることを許している。
やがて、梅川は、こういう状況の中でも沈着冷静な最年長の男性行員C（当時47歳）に行員に金のありかや銀行の構造を訊くも返事が曖昧だったため「お前、生意気や」と怒り再び猟銃を発砲した。C行員はとっさに身体をずらし銃弾は急所をはずれたが、右肩に被弾し重傷を負った。同行員は態度だけが理由で撃たれたわけではなく、バリケードを作る際に梅川を怒らせまいと周りの銀行員たちを励まし指示しており、これを覚えていた梅川が後々抵抗されると厄介だと判断したことも狙われた理由とされている。梅川は別の男性行員に、ナイフでとどめをさして肝を抉り取るように命じるが、命令された行員はC行員を守るために「もう死んでいる」と嘘をついた。
すると、梅川は、映画『ソドムの市』で死人の儀式を行うワンシーンの話を出した上で、「そんならそいつの耳を切り取ってこい。死んでるなら切れるだろ」とナイフを差し出して新たな命令を出す。命じられた行員は激しく抵抗したが、散弾銃で撃たれた者の遺体と猟銃で狙われている恐怖により応じた。死んだふりをしていたC行員は命じられた行員が来ると「かまわん」と小声で言う。命じられた行員は小声で何度も「すまん、生きていてくれ…」と泣きながら耳元で呟き左耳を半分切除し、その耳を梅川に差し出した。しかし、梅川は、耳を口にすると、まずいと言って吐き出した。耳を切り取られたC行員は、失神し多量の出血となったものの事件解決後の緊急治療により、一命を取りとめた。また、撃たれた右肩は治療で二の腕にかけて人工骨が入れられ、12粒ほどの銃弾が摘出不能のために体内に残ったままとなった。C行員は、激痛から夜明けに目覚め、左耳から流れる血液で、「○（妻の名前をイニシャルで書く）ツヨクイキロ コドモタチモツヨクイキロ」と遺言を書くも、後から流れ出る血液で遺言は消えてしまったと後にマスコミのインタビューに答えている。
その後梅川は、行員らに向けて威嚇発射をするなどいたぶって喜んでは、些細なことで癇癪を起こして「殺すぞ」と怒鳴りながら、真剣な顔をして銃口を突きつけたりした。

#### 警察の対策

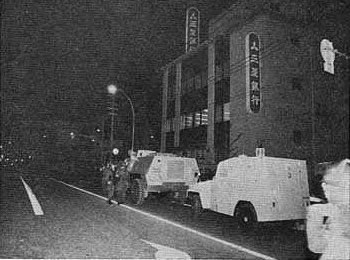
銀行前に展開した特型警備車F-7型など

事件を受けて警察は銀行の2階の事務室に現地本部を構えた。当時の大阪府警本部長の吉田六郎は大久保清事件や山岳ベース事件などの事件発生時に群馬県警本部長として指揮を執り、本事件では自らが現地本部長を務めた。本部となった銀行2階の事務室から1階の梅川と電話で会話できるようホットラインを設置。外から当初パトカー113台、警官644名が銀行を包囲、銀行の半径1km内の交通をすべて遮断。本部は銀行の図面から、建物の北と東のシャッターと2階のドアなどに手動のドリルで小さな穴を7つ開け、外から中の様子を観察しようと試みた。午後6時半、ようやく1つの穴から行内が見渡せるようになったが、店内は警官や行員の遺体が転がり、そのそばで「肉の盾」が動いている異様な光景が見えた（このシャッターの穴から見えた梅川の写真は後に毎日新聞がスクープ報道する）。そのほかに現金自動支払機を動かしその隙間からも室内を偵察していた。また店内放送のスピーカーの回線を逆にして梅川と人質の会話を傍受することに成功した。
吉田はこの年の3月で退官する予定だったが、事件発生当時は2府2県本部長会議の出席のため京都へ出張しており、吉田が出張先から戻るまでの間は刑事部長だった新田が現場指揮を執った。吉田が出張先から大阪へ戻った時点でも梅川の素性は不明であったが、深夜岐阜県多治見市内で職務質問された男の自供から、梅川に頼まれてライトバンを盗んだこと、さらには銀行強盗の相棒を頼まれたが断ったこと、短気で感情を爆発させると何をするか分からない性格であることを多治見署で全て供述していたことで梅川の素性が判明した。また男の証言から、梅川が15歳で強盗殺人の罪を犯し少年院送致されていたことが判明する。
16時40分には梅川が110番通報して、「俺は犯人や。責任者と代われ」と要求した。通信指令室の井上正雄管理官（警視）が出ると「もう4人死んどる。警官が入ってきたら人質を殺すぞ」と脅した。
夜、梅川が要求した400グラムのサーロインステーキとワインが届けられる。人質にはカップラーメンが差し入れられたが、「栄養がない」と梅川が怒り、代わりにサンドイッチや胃薬が差し入れられた。このカップラーメンは後に梅川が食べている。午後9時半、ひどい風邪をひいていた女性行員が解放された。警察は梅川が要求したビーフステーキに睡眠薬を入れることを検討したが、捜査員がステーキソースに液体の睡眠薬を混ぜて味見したところ、舌先に刺激を感じたこと、何より梅川は用心深く、毒の混入を警戒し差し入れられた食事は全て人質に毒味をさせていたため、警察はこの方法を断念している。このように警察の対応が難航したため、テレビ中継を見ている全国の視聴者から警察に抗議の電話が殺到した。「警察は何もたついてるんや。催涙弾をぶち込んでいぶり出したらええのや」「カレーライスに睡眠薬を入れろ。カレーなら多少苦くても分からへん」という者や、「俺たちは暴走族だ。いつも警察と喧嘩ばかりしてるが犯人の残忍さに腹が立ってきた。防弾チョッキを貸してくれれば決死隊を集める。電気を消して突っ込めばうまくいく」という提案もあった。中には現場に突入しようとして機動隊に制止される酔っ払いもいた。
18時45分、捜査一課特殊捜査班員が手動ドリルで東側シャッターに穴を開ける作業を行った。金属を切削する音が漏れないようドリルの刃先に機械油を垂らしながら作業したため1つの穴を開けるのに20分以上かかった。午後11時までに北、東に計7つの穴を開けた。当初、レーザー光線の使用や濃硫酸でシャッターに穴を開けることも検討されたが、レーザーはトラック1台分の設備が必要で人間に照射した場合即死する可能性もあること、硫酸は垂れ落ちて溶解しなかったことから断念された。
23時30分頃、岐阜県多治見市の多治見駅前をうろついていた梅川の共犯の男（当時31歳）を多治見警察署駅前派出所所員2人が職務質問したところ、共犯は「大阪の銀行強盗に使われた車は自分が盗んだ」と供述、同署に連行された。

### 1月27日
日付は変わり、しばらく膠着状態が続いていたが午前2時頃、人質の男性会社員（76歳男性）がトイレに行かせてくれと申し出たところ梅川は年齢を聞き、「帰ってもええ。ごくろうさん。長生きせえよ」と声をかけて解放。同じ頃、捜査本部は銀行の3階の女子更衣室に作戦指揮室を開設して指揮に当たった。
数時間後、ラジオの差し入れが遅いことに腹を立てた梅川はロッカーに向けて発砲。流れ弾により客と庶務係の男性行員の2人が負傷し、庶務係はそのまま死んだふりをした。夜明け前にラジオが差し入れられ、そのラジオのニュースで自分の実名が誤った読み方で報道されていたことに激怒し、捜査本部に「俺の名前はテルミやない!アキヨシいうんや!報道のやつらにアキヨシだと言っておけ」「ラジオじゃ俺の名前はテルミになっとるがな。今度、名前を間違うたら人質を殺す」と言い放った。7時頃に警察官が覗き穴から調査した際、洗面器で顔を洗う梅川を見た捜査員は「こいつは大した男やで。どうしても生きたまま捕えて調べてみんとな。暴発性と慎重さを備えた太夫さん(「容疑者」を指す隠語)は、そうザラにはいてへん。貴重な参考資料になるで」と呟いた。
1月27日8時前に人質の客（41歳女性）が解放、9時30分には退職した大阪府警察本部捜査第一課の元刑事（57歳男性）が解放される。梅川に職業を聞かれた元刑事は身分を大工と偽っていたが、梅川はまったく疑わなかった。だがラジオが差し入れられてから、いつ梅川が自分の嘘に気づいて激怒して猟銃を発射するかと思うと生きた心地がしなかったと、マスコミのインタビューで述べている（事件が解決するまで、この事実は公表されなかった）。
9時15分、梅川が知人男性（当時33歳）に「カメラと自動車は返す。もう一生会えんやろ」と、行きつけの喫茶店主（当時40歳）とミナミのスナック経営者（当時34歳）らに「借金を返す。女を人質に取ると、警察には効果があるで」と電話した。
9時30分、特捜本部がレストラン前のコスモを発見し、撮影機1台と散弾120発を回収した。そこで梅川から「朝刊をすぐに持ってこい」と電話があり、9時38分朝刊を差し入れした。
一方で、9時50分に大阪府警のヘリコプターが梅川説得のため母親を乗せて香川県引田町（現：東かがわ市）の住民総合グラウンドを離陸し、10時20分にヘリコプターが支店東南2キロの長居公園グラウンドに着陸。10時29分、梅川の母親と亡き父の弟が捜査本部に到着した。母親は坂本一課長の「説得してもらえるか」の言葉にうなずき、「撃たれて死んでも構いません。下へ降ります」と言い、13時47分
伊藤管理官が梅川に「おふくろさんに代わる」と電話した。母親は「もしもし」と呼びかけるも梅川は返事をせず切ったため失敗。母親は手紙で説得を始めた。この手紙は14時58分、特捜本部により届けられた。
梅川は女子行員に代読させるが、首をかしげるのを見て「おふくろはそんな字しか書けへんのや」と話した。さらに「俺にはおふくろしかおらんのや。俺は子供の頃からおふくろと一緒に苦労したんや。おふくろは大好きや。一緒に暮らしたいんや」「俺は子供の時、勤め先の人妻を刺し殺して刑務所に入ったことがある（大竹市強盗殺人事件）。俺が殺すのは男だけと思うな」「銀行強盗は18日か19日にやるつもりやった。都合が悪くなって延びた。猟銃で脅したら2，3分で金を出すと思っていた。乗ってきた車で逃げるつもりで、着ていたコートを脱いだら服装も変わるので、客に交じって逃げるつもりだった」などと言った。
手紙を受けて梅川はトイレの使用を認めるようになった（20秒ほどであり、梅川本人は床に紙を敷いて済ませていた）。用を足しにきた行員らに、警察は2階から励ましたり作戦計画を伝えていた。梅川は10時頃、全員に服を着ることを許可して、11時48分に女性客を解放した。
一方で梅川は10時38分に行員に命じてビール要求の電話をした。以後7回、同じ要求を繰り返し、10時58分には、ビールが届かないことに怒り発砲した。これに対し伊藤管理官は、11時4分に梅川に「ビールは入れた。おふくろさんが心配して駆けつけた」と電話した。梅川は「おふくろが来たら一緒に死んでもらう」と言った。13時45分、弁当の差し入れと引き換えに人質の客（24歳女性）を解放。
その後差し入れられた朝刊を女性行員に朗読させ、銀行にあった500万円の現金を用意させると、12時30分に
梅川が「おふくろへの遺産として500万円、俺の借金500万円を返したいが、あとで警察に没収されては何にもならん。没収されんような合法的な方法を考えるんや」と言って男子行員3人に検討させ、「銀行が融資したという形にしてはどうか」との意見が出る。梅川は「人質を解放する謝礼として、三菱銀行が自由な意思で金を出すということにして、上司の決裁をもらってこい」と行員に指示。行員は2階に上がり、支店次長と相談して了承を得ると、梅川は14時42分に愛人への100万円など金の配達先8ヵ所を業務係長・行員E（当時40歳）にメモを取らせ、浪速区のスナック経営者（当時34歳）に「銀行員をあんたのところへ行かせる。道案内を頼む」と電話し、E行員に配達を命じて一時解放した。その際、「相手に金を受け取らせるかどうかは、お前のやり方ひとつや。それで人質の命がどうなるか決まる。失敗したら人質全員を殺す。金を渡したら、そのたびに電話してこい」と脅した。
14時45分にE行員は支店をハイヤーで出発し（同日午後10時ごろ銀行に帰る）覆面パトカーが追跡。ハイヤーに乗った男性が人質の銀行員らしき情報が報道陣に流れるも、この借金返済についてマスコミが知ったのは事件解決後であった。また、この借金返済は法律上無効であり、借金返済の金は警察により回収され銀行に戻された。
14時55分、梅川は女子行員に命じて「リポビタンDを3本入れろ。代わりに人質を出す」と電話し、15時12分のリポビタンDの差し入れの後に人質の客（19歳女性）を解放。15時15分に行員が負傷した男性行員3人の解放を申し出て、梅川が「あかん」と拒絶すると倒れていたC行員（撃たれて負傷した後耳を切り取られ、死んだふりをしていた人物）が「出してくれ」と起き上がった。C行員が生きていたと気付いた梅川は「お前、まだ生きとったんか。殺したる」と猟銃を向け殺そうとしたが、行員が「出してやってください」と頼むと「3人を出したれ」と指示し、15時35分に解放された。3人のうち2人は大阪府立病院に、残る1人は阪和記念病院に救急車で搬送された。このことについては16時38分、梅川が人質を通じて「人質は死んでいると思ったが、生きているので出した」と電話した。
それから1時間後の16時54分、客の鉄工所所員（当時25歳）（25歳男性）が解放された。梅川はこの人質が最もお気に入りだったらしく、この人質を「Kちゃん」と愛称で呼ぶほどだった。18時、梅川に気づかれずに隠れていた客（合計5人）が、応接室、貸し金庫室、カウンターから捜査員の誘導により無事に脱出した。梅川は5名の存在も脱出も知らなかった。この際民間の錠前技術者が捜査本部の要請により技術協力し通用口等の鍵を解除、脱出支援を行った。
梅川は16時24分、月見うどん、マカロニグラタン、ポタージュスープ、ローストビーフなどの夕食とボルドーワインのシャトー・マルゴー（当時、このワインの名を知る者は少なかった）を要求したが、銀行の向かいの酒屋にこのワインがなかったため、シャトー・ランゴア・バルトンとなる。ローストビーフ、ワインなどの差し入れの際には、梅川は人質に「これが最後の晩餐会や」と発言した。18時45分、カウンターの陰に隠れていた主婦Bが這いながら廊下伝いに脱出。
19時、夕刊とラジオのニュースで梅川がシャッターの穴に気づき、特捜本部に「お前ら、うまい手を考えたやないか。のぞきは罪になるんやで。ま、ええわ。そんなことしても無駄やと、じきに分かるさかい……」と電話した後、行員にのぞき穴の前に長椅子や更衣室のロッカーを立てかけさせて塞ぐように命じた。だが東のキャッシュコーナーのシャッターの穴だけは唯一、気づかれず事件終結までこの穴から梅川や行内の監視が続けられた。19時1分、梅川が女子行員に「寝てもいい。12時までに決着をつける」と述べた。
21時にE行員は伊藤管理官に「5件の借金を返した。残りは明日返す」と電話。梅川はこのことを伊藤管理官から電話で伝えられた。一方でEは21時39分に特捜本部に入る。警察はEに突入計画を伝え、「チャンスがあれば合図をくれ」と説得し、22時10分にE行員は支店1階に戻って梅川に報告した。E行員の報告に満足した梅川は23時5分、発熱していた女子行員（当時40歳）を「これが最後や」と解放。この時点で人質は男子行員7人、女子行員18人の計25人となった。

### 1月28日

#### 遺体搬送
深夜2時3分、遺体の腐敗臭が強くなると、2時33分
捜査員が階段下に担架を置き、男子行員が支店長とA行員の遺体を乗せ、2階に運び上げ移動させる。1月28日の午前0時から、捜査本部は人質の苦痛はすでに限界と判断して突撃作戦を開始する。2時3分、救急隊員が行内に入り遺体を搬出。2時40分に楠本警部補、前畠巡査の遺体が住吉署仮安置室に搬送された。
仮安置された4遺体は4時42分、司法解剖のため阿倍野区の大阪市立大学法医学教室に搬送された。
梅川は3時25分に女子行員に命じ、ビタミン剤と朝刊の差し入れを要求。その後、3時50分に女子行員2人が洗顔の際に外したコンタクトレンズを入れるケースが必要になり、女子行員1人が特捜本部のある3階女子更衣室に取りに行く。梅川は「戻らなければ1人殺す」と脅迫した。特捜本部は脱出してきた女子行員から簡単な事情聴取。
4時、梅川が人質に「お前ら、顔色が悪い」と言い、ラジオ体操をさせ、男子行員には逆立ちを命じた。ここでも梅川は体操をせず居眠りしていた男子行員に「みんな逃げた。残っているのはお前だけや。殺してやる」とからかった。
4時45分、梅川が人質に「メシを食おう。お前ら、何でも好きなもん注文せえ。豪華メニューで行こ」と言い、女子行員にメモを取らせ、自身は5時10分に電話でステーキやメロンなどの注文を読み上げた。坂本課長に「ステーキなんかできるわけない。今、何時や思うてるんや」と拒否されると機嫌を悪くして1発発砲し、特捜本部の問い合わせに、「眠気覚ましの一発や」と弁明した。
5時14分、新聞が届かないと怒る梅川は「7時15分なのに、なんで朝刊を差し入れんのや」と電話したが、伊藤管理官に「いま5時すぎやないか」と答えられると「俺の間違いや」と電話を切った。人間が不眠と緊張に耐えられるのは40時間程度とされる。それ以上は正常な判断力を失い、幻覚や幻聴が出てくる。すでに二昼夜にわたる籠城で、さすがの梅川も疲労を隠し切れなくなっていた。坂本課長はいよいよ「その時」が迫ってきたと感じた。
6時40分、梅川は女子行員に洗顔を許可し、自身もポットの残り湯で髭を剃った。間もなく6時57分、特捜本部がおにぎり20個、スパゲティ3皿、味噌汁12杯、トースト3枚、きつねうどん1杯、バター1本、あられ3袋、アイスクリーム25個、メロン5玉を差し入れしたが、人質はほとんど手をつけなかった。

#### 特殊部隊の突入
朝から機会を窺っていた警察は、人質の見張り役が前夜外出した行員と交代した直後、突入準備を開始した。7時10分に1階トイレに来る行員に捜査員が「突入する。その時は身を伏せろ」と告げた。その後、7時30分に借金の返済後に突入作戦への協力を依頼されていたE行員がトイレに来て、捜査員に「今回はチャンスがあると思うので合図しますからよろしく」との伝言し、これを受けた捜査員は大阪府警察本部警備部第二機動隊・零中隊（SAT前身部隊）に待機させた。
岩沢管理官をキャプテンとする4名の監視班は交代でキャッシュコーナーの「のぞき穴」から監視を続けていたが、梅川の行動を秒単位で記録していた。1秒～2秒というわずかな隙を突いて狙撃を成功させるためだった。
「梅川は差し入れの味噌汁を飲む時は、まず左手で椀を取り、口に近付けてから右手で箸を取る。この間、1.5秒」
「ラーメンやメロンは、一口入れては左右を眺める。隙なし」
「新聞は人質に読ませる。自分が読む時も銃を手放さず、ひっきりなしに顔を上げる。まったく隙なし」
「飲み物を飲む時はコップに口をつけながら目は左右に配っている。隙なし」
「電話は支店長席の下に置いてある。かける時は電話係にダイヤルを回させておいてから受話器を受け取る。せいぜい0.2秒の隙しかない。自分でかける時は机の陰に隠れてしまう」
「小便は銃を人質に突き付けながら床に敷いた新聞紙の上にやる。まったく隙なし」
坂本課長はこれらのデータから1秒以上の隙を見せるいくつかの行動パターンを選び、突入のチャンスを見出そうとした。松原警部率いる6名の突入隊は突入のリハーサルを何度も繰り返し、伊藤管理官が電話で梅川と交渉している最中もカウンターの外側から匍匐前進で接近し偵察を行なった。カウンターの内側から突入隊の姿はまったく見えない。この“死角”から梅川に近付き、人質の間を縫って梅川に銃弾を浴びせるしかない。息詰まるような偵察と訓練が休みなしに続けられた。
7時53分に朝刊が差し入れられると、梅川は支店長席に座り、女子行員に読ませる。8時に見張りに立ったE行員が、その様子を見てのぞき穴から見ていた捜査員が「チャンスあり」と特捜本部に報告。突入隊の松原警部以下6人が臨戦態勢に入る。余計な物音を消すため靴を脱ぎ、動きやすくするためヘルメットは被らず防弾チョッキのみだった。
だが8時1分、梅川が人質全員に「後ろを向け」と指示。自分が着ていた背広、帽子、サングラスを男子行員に着けさせ、自身は行員の服を着て変装する。さらに行員に弾を抜いた猟銃を持たせ、自分は楠本警部補の拳銃を持ち、「この格好で“人質解放や”言うて表に出るんや。うまいこと逃げられるやろ」と言った。その偽装工作に驚いたE行員は8時15分、「このままでは身代わりの行員が撃たれる」と判断して西通用口から入ってきた突入隊に「今はダメだ」と合図を送った。8時20分に梅川が男子行員と再び服を交換して元の服装に戻ると、突入隊が再び接近を開始した。8時25分、梅川が猟銃に再び実包を装填。
8時30分に梅川がメロンを食べた後、支店長席に座り、猟銃を片手に新聞を自分で読み始めた。E行員は「チャンス」と手招きした。
8時40分、梅川の前の机に座らされ、射撃の際に被弾する可能性のあった女性行員がお茶を入れるよう命じられ、机から離れた。梅川の付近に人質後いなくなった。のぞき穴から監視していた警察官からの報告を受け、吉田本部長は強行突入を指示した。零中隊員7名は、トレーニングウェアを着用して匍匐前進で侵入した。
1月28日午前8時41分、E行員が新聞を読みながら居眠りをし猟銃から手が離れていた梅川を確認、警察に掌を上下させ合図した。のぞき穴から監視していた岩沢管理官は無線で松原警部に報告し、松原は「突入」と隊員に伝えた。その直後、7名の零中隊員が人質に「伏せろ!」と叫ぶとともにバリケード代わりのキャビネットの隙間からカウンター内に突入する。零中隊員5人（松原は撃たず）がカウンター越しに拳銃で計8発を発射し、そのうち3発が梅川の頭と首、胸に命中、梅川は「殺すぞ」と呻きながら床に崩れ落ちた。捜査員が一斉に突入し、人質全員を確保。担架で固定された瀕死の梅川を逆方向にして、前を救急隊員、後ろを刑事が担いで運び出すが、救急車にたどりつく寸前で後方の刑事が転倒した。人質は9時41分より次々に救急車で大阪市内の7ヵ所の病院に搬送された。
住吉署講堂で吉田本部長らが11時より記者会見を開き、「事件は一応の解決をみたが、4人もの生命が奪われたことは痛恨のきわみだ。今回の事件は従来の人質事件と違い、犯人の目的が理解できなかったので苦労した。犯人とは電話で直接接触をつづけたが、反警察的な言動が終始変わらなかったこと、人質と服装を取り替え逃走する気配がみえたこと、それに睡眠不足でまどろんできたことで突入に踏み切った。解決にあたっては瞬時に行動を抑制し、生きたまま確保するのが理想だが、口で言うようにうまくいかない。拳銃の使用は正当だったと信じている」と声明を出した。
血まみれの梅川は8時49分に担架で救急車で搬送され、9時18分に天王寺区の大阪警察病院災害救急センターに到着、医師10人による緊急手術が開始された。左側頭部から縦に入った一弾を首から、右肩から縦に入った一弾を右胸から摘出され、もう一弾は右首から左胸に貫通していた。梅川は意識不明の重体であったが脳波は確認され、2600㏄の輸血と銃弾の摘出手術を受けるも、右頸部の貫通銃創が致命傷となり同日17時43分に死亡が確認された。11時30分に20分だけ面会を許された梅川の母親は「もうあかんでしょう」とだけ述べ、死亡確認の際には「私だけは最後まであの子の味方でいてやりたかった」と言った。
この事件の解決のため、大阪府警察本部刑事部は、現地本部に100名を派遣。時間外勤務手当6000万円、給食費220万円、梅川の入院治療費90万円など1億800万円の費用が投入された。殉職した二名の警察官は二階級特進となり、警察以外に内閣総理大臣と関西財界から2000万円が贈られたほか、一般人3000人から3000万円が寄贈された。
梅川の遺体は、1月29日10時より大阪大学医学部の大阪府死因調査事務所で行政解剖が行われ、遺体の右胸には赤い牡丹の花が一輪、肩から左腕上部にかけて青黒い龍の入れ墨があった。遺体は18時大阪市西成区津守の斎場で火葬されたのち、葬儀は1月31日に母親が暮らす香川県大川郡引田町の「かまぼこ製造所」2階の部屋で行われた。葬儀の参列者は母、叔父、読経を依頼された近くの寺院の住職の3人だけだった。

## 報道対応
本事件はNHK大阪・毎日放送・朝日放送・関西テレビ・読売テレビの5局が解決まで中継放送している。突入→狙撃（この部分は映っていない）→血まみれの犯人搬送→人質解放の一部始終はVTRと16mmフィルムの両方で保管されているが、読売テレビのみがVTRで保管していなかったため同局に限りVTR映像がない。この一件で読売テレビのローカルワイドニュース番組が編成されることになったといわれている。またサンテレビでは本事件による番組差し替えは行われなかった。
事件が継続中だった1月27日、TBS系列局では夜9時からドラマ『Gメン'75』の放送を予定していたが、同日の「土曜日にネズミを殺せ!!」と題した作品は、銀行強盗をテーマとしていたため、急きょ同番組を放送中止とし、本事件の報道特別番組に差し替えた（同作品は2か月程度延期して同年3月24日に改めて放送された）。
1月28日の突入実行時、TBS系列局では『時事放談』を生放送していた。突入するや制作局のTBSテレビは放送を中断して毎日放送の映像に切り替えた。同番組の放送中断はこの日のみだった。中断に際しては出演者に事前承諾は得ており、番組進行役の細川隆元は番組冒頭に「いつ、画面が切り替わるか分からんが…」と発言していた。
梅川が人質をとって立てこもった後、大阪府警は北畠支店のシャッターに穴をあけて立てこもる梅川の写真を撮影していたが、この写真を解決後に毎日新聞が入手し、スクープ記事として全国に配信している。

## 犯人の来歴と人物像
梅川は1948年（昭和23年）3月1日、広島県大竹市で生まれた。父親が46歳、母親が42歳という高齢出産だった。父親は1901年（明治34年）、香川県大川郡引田町（現：東かがわ市）の農家に生まれ、弟に家督を継がせて上京。1941年（昭和16年）から新興人絹会社（現：三菱レイヨン）大竹工場に勤務していた。
両親は1944年（昭和19年）4月に職場結婚し、梅川は父親が務める三菱レイヨンの社宅で生まれた。梅川は子供の頃、母親から「照美（テルミ）」と呼ばれ「テルちゃん、テルちゃん」と呼ばれ育った。1954年（昭和29年）4月、梅川は小方町立小方小学校（現：大竹市立小方小学校）に入学。学校の成績は中くらいで目立つ子供ではなかったが、負けず嫌いで、近所の子供とよく喧嘩したという。
1956年（昭和31年）3月、父親が椎間板ヘルニアとリューマチの悪化で退職。父親はベテラン配管工だったが、女癖が悪く、頼母子講に熱中して闇金融に手を出し、周囲の評判は悪かった。1958年（昭和33年）6月、両親が離婚。梅川は父親に引き取られ、引田町に引っ越す。同年12月、梅川は父との生活を嫌い、大竹市で暮らす母の元へ舞い戻る。
母は独身寮で炊事婦をしていた。母子家庭で貧しかったが、母親は梅川の欲しがるものは何でも買い与え、成長してからの梅川は要求が受け入れられないと母親にも暴力を振るう粗暴な少年となった。1960年（昭和35年）4月、大竹市立小方中学校に入学。梅川は広島県立宮島工業高等学校を受験するが失敗。1963年（昭和38年）4月、広島工業大学附属工業高等学校（現：広島工業大学高等学校）に入学。在学したのは1学期だけで、同年10月、父の暮らす引田町に戻る。だが、すぐ大竹市に戻り、同年12月、強盗殺人事件を起こす。
梅川は15歳で大竹市強盗殺人事件を起こして逮捕されたが、少年法により1年半ほどで中等少年院送致だけで済み、少年法第60条による少年時代の殺人歴が銃刀法第5条の不許可条項に該当しなかったため住吉警察署より猟銃所持許可を出されていた。
梅川が三菱銀行北畠支店を狙った理由は、「最寄りの警察署から車で3分以上かかる」というものだった。梅川は「警察は事件発生の一報を受けてから警察署からパトカーで現場に急行する」と思い込んでいた。しかし、実際には警察官は昼夜を問わず管内をパトカーや自転車で巡回している。偶然、現場近くを通りかかった警官が現場から逃げてきた主婦の通報で駆け付けたため、予想外に早い警官の到着で「銃で脅して3分以内に大金を強奪し逃走する」という梅川の犯行計画は失敗に終わった。
梅川は高校を半年で中途退学していたが、毎月本に1万円を費やすほどの読書家であり、自宅から「ヒトラー」「ムッソリーニ」「スターリン」「チャーチル」「ドストエフスキー」「ニーチェ」などの伝記、大藪春彦などのハードボイルド小説、六法全書、経営学、医学などの書籍が600冊出てきた。中学・高校の成績は平均以下ながら、本好きのため国語だけは高かった。また、バーテンやツケ取り立て人として長い間不特定多数の客と接してきた経験から記憶力が高く、39名の人質の顔と姓名を全部覚えていた。
本事件を題材とした映画『TATTOO＜刺青＞あり』は、犯人と付き合っていた女性の中には、3代目山口組の田岡一雄を銃撃したことで知られる鳴海清が付き合っていた女性がいると示唆するストーリーである。事件後に取材をした毎日新聞の記者もこの情報を得ていた。

## 影響等
事件解決から2日後の1月30日、日本テレビ及び同時ネット局では夜9時からドラマ『大都会 PARTIII』第17話として予定されていた「警官ギャング」を、本事件の影響を受けて「誘拐」と差し替えて放送した。放送予定だった「警官ギャング」は2週遅れのかたちで2月13日に放映された。
本事件発生当時は俳優・田宮二郎の猟銃自殺がまだ大きな話題となっていた時期であり、その最中に猟銃を使用した本事件が発生したことから世間に与えた衝撃はより大きなものとなった。ただし、田宮の猟銃自殺と本事件で梅川が猟銃を使用したこととの関連性は不明である。
2009年3月1日にフジテレビが報道特別番組『フジテレビ50ッスth!』で本事件を取り上げた際に梅川を狙撃した警察官として登場した人物が実際には突入狙撃班には入っていなかったことが判明し、3月13日に訂正放送が行われた。